# Trường Lạc (phường)
Trường Lạc là một phường thuộc quận Ô Môn, thành phố Cần Thơ, Việt Nam.
Phường Trường Lạc có diện tích 22 km², dân số năm 2004 là 15.803 người, mật độ dân số đạt 718 người/km².